# TV Kanagawa
TV Kanagawa (テレビ神奈川?, Terebi Kanagawa) (conosciuta anche come tvk e Television Kanagawa) è una emittente televisiva indipendente giapponese che trasmette in UHF sul canale 42 e serve l'intera prefettura di Kanagawa e parte di Tokyo. L'emittente è stata fondata il 20 aprile 1971 ed ha iniziato le sue trasmissioni il 1º aprile 1972. Sul digitale è denominata JOKM-TV (DTV JOKM-TV) e occupa il canale 42 sulla banda UHF.
Tv Kanagawa è membro della Associazione giapponese delle Stazioni televisive Indipendenti (JAITS).
La programmazione di tvk consiste in notiziari locali, musica alternativa, sport locali, spettacoli educativi, e anime come True Tears.